# Palomino (cépage)
Pour les articles homonymes, voir Palomino.
Le palomino, nommé listan en France, est un cépage blanc espagnol.

## Origine
Il semble que ce cépage soit originaire du vignoble d'Andalousie. Une légende raconte que le roi Alphonse X l'aurait nommé en hommage à un de ses hommes.
Durant la décennie 1990, il était cultivé mondialement sur 60 000 hectares. En Espagne, il représente 8 000 ha, essentiellement dans la partie du vignoble d'Andalousie qui produit le Xérès (90 % de l'encépagement). En Europe, on le trouve aussi au Portugal où il est nommé listão, cultivé dans les vignobles de Madère et Setúbal. En France, il est nommé listan et est essentiellement cultivé dans le vignoble du Languedoc-Roussillon. Il est en perte de vitesse, étant passé de 1 200 à 500 ha entre 1958 et 1994.
En Afrique du Sud, il est cultivé sur 19 000 ha. Il est également signalé en Tunisie, et en Algérie. En Amérique, il est planté aux États-Unis, dans le vignoble de Californie où il a porté par erreur le nom de golden chasselas. Il a aussi une petite surface cultivée en Argentine, au Mexique ou en Australie.

## Caractères ampélographiques
Ce cépage porte un jeune rameau cotonneux. Les jeunes feuilles sont jaunes à reflets bronzés. Le rameau porte des entre-nœuds rouges.
Les feuilles adultes sont de grande taille, profondément quinquelobées avec le lobe médian bien marqué, avec un sinus pétiolaire en lyre ouvert, des dents à bords convexes.
Les grappes sont de grande taille, épaulées et lâches. Les baies sont moyennes à grosses, jaune d'or translucides, légèrement pruinées,.

## Aptitudes

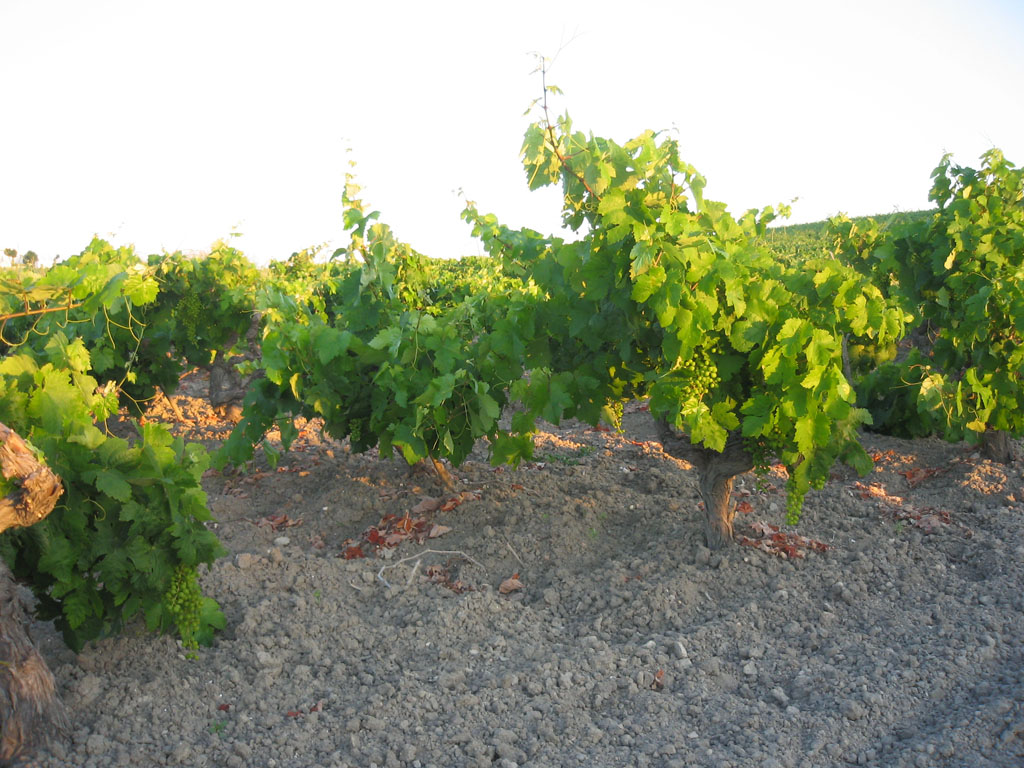
Vignes à Sanlucar de Barrameda.

### Culturales
Cépage vigoureux et très productif, il doit être maitrisé par une taille courte. La résistance de sa grappe au transport le fait parfois utiliser comme raisin de table. Il est particulièrement bien adapté aux terrains crayeux de xérès, localement appelés albarizas.

### Sensibilité aux maladies et au climat
Sensible au gel et de maturité tardive, il doit être réservé aux climats doux de type méditerranéen.

### Technologiques

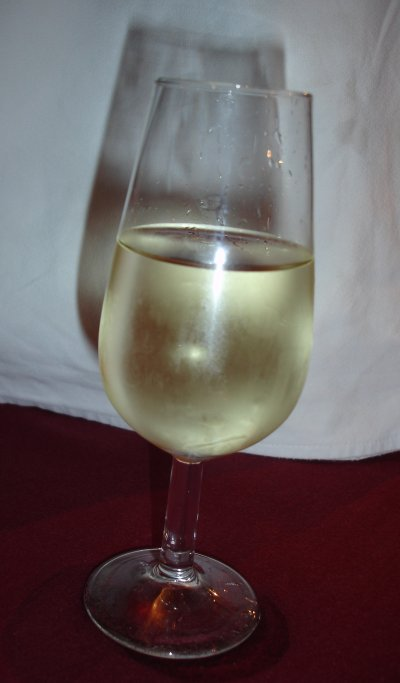
Couleur pâle d'un vin de palomino.

Il a une capacité moyenne à accumuler le sucre et son acidité chute rapidement à maturité. Les vins blancs classiques sont neutres et sensibles à l'oxydation.
Les producteurs de Xérès ont optimisé sa vinification, transformant ses défauts en grande qualité. Muté en fin de vinification et élevé en solera sous voile de levure appelée flor, il devient un vin délicat et très aromatique.